# Survivor Series (2001)
Survivor Series 2001 a fost ce-a de-a cincisprezecea ediție a pay-per-view-ului anual Survivor Series organizat de World Wrestling Federation. A avut loc pe data de 18 noiembrie 2001 în arena Greensboro Coliseum din Greensboro, North Carolina.
Evenimentul a marcat sfârșitul Invasion, care a dominat povestea WWF începând cu luna martie, când Vince McMahon a cumpărat World Championship Wrestling. Câștigătorul meciului într-e compani rămâne cu totul.

## Rezultate
- Sunday Night HEAT match: Lance Storm, Justin Credible & Raven i-au învins pe Albert, Scotty 2 Hotty & Spike Dudley (3:08)
- Christian l-a învins pe Al Snow păstrânduși titlul WWF European Championship (6:30)
  - Christian l-a numărat pe Snow după un "Unprettier".
- William Regal l-a învins pe Tajiri (însoțit de Torrie Wilson) (2:56) 
  - Regal l-a numărat pe Tajiri după un "Tiger Bomb".
- Campionul Statelor Unite din WCW Edge l-a învins pe Campionul Intercontinental din WWF Test într-un meci de unificare (11:17)
  - Edge l-a numărat pe Test cu un "Roll-Up".
- Campioni pe echipe din WCW The Dudley Boyz a-u învins The Hardy Boyz într-un Steel Cage Unification match câștigând campionatele pe echipe din WWF (15:29)
  - Bubba Ray l-a numărat pe Jeff după ce a ratat un Swanton Bomb de pe cușcă.
- Test a câștigat un Immunity Battle Royal (14:03)
  - Test l-a eliminat pe Gunn câștigând lupta.
  - Din aceasta cauză, Test nu putea fi concediat într-un an, oricine ar fi câștigat meciul final între compani.
- Trish Stratus l-ea învins pe Lita, Jacqueline, Mighty Molly, Jazz și Ivory într-un Six Pack Challenge câștigând vacantul titlu feminin WWF (4:21)
  - Stratus a numărato pe Ivory după un "Stratusfaction".
- Team WWF (Chris Jericho, Big Show, Kane, The Rock și The Undertaker) a învins The Alliance (Booker T, Kurt Angle, Rob Van Dam, Shane McMahon și Stone Cold Steve Austin) într-un 5-on-5 Survivor Series elimination match (44:57)
  - The Rock l-a numărat pe Austin după un "Rock Bottom".
  - Echipa învingătoare achiziționa echipa contrarie.
  - În timpul meciului, Jericho a trădat Team WWF atacândul pe Rock iar Angle a trădat Alianța, atacândul pe Stone Cold cu centura.
  - După meci, tot rosterul WWF a sărbătoril în ring iar The Alliance a-u fost concediați înafara lui Test, care câștigase un contract înainte.